# المفاعل النووي N

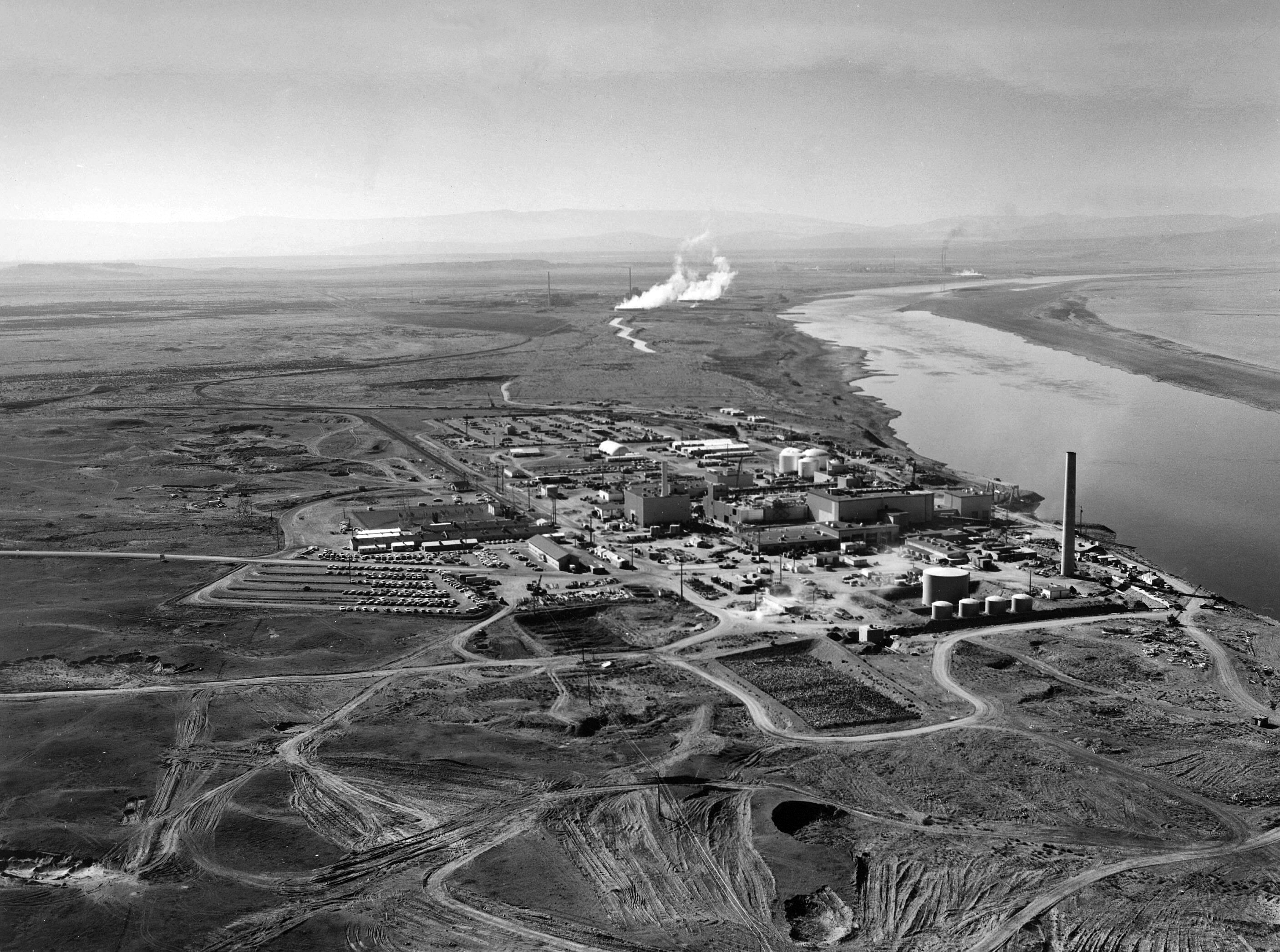
موقع المفاعل النووي N

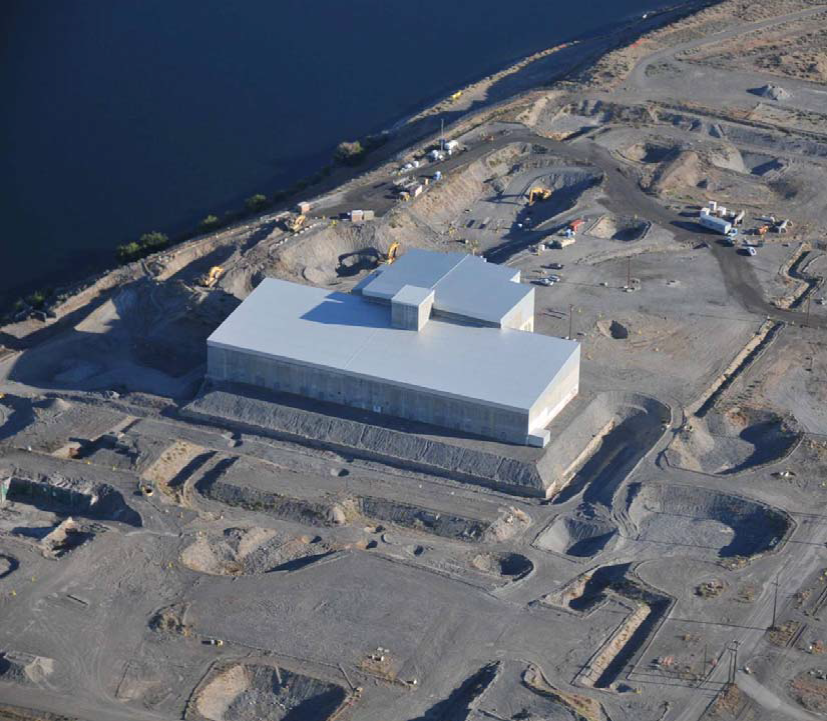
صورة جوية للمفاعل النووي N. التقطت في يناير 2013

المفاعل النووي N هو عبارة عن مفاعل نووي يتم التحكم فيه بواسطة الماء تم إنشاؤه خلال الحرب الباردة وتم تشغيله من قبل الحكومة الأمريكية في موقع هانفورد في واشنطن. بدأ الإنتاج في عام 1963.

## نبذة
كان تصميمه فريد من نوعه في الولايات المتحدة، كونه مفاعل لإنتاج البلوتونيوم للأسلحة النووية.
تم إغلاق المفاعل في عام 1987 عندما قرر وزير الطاقة أنه لم يعد هناك حاجة للبلوتونيوم ووضعه خارج الخدمة في عام 1988، مع «التعطيل النهائي» الذي بدأ في عام 1994 واستكمل في عام 1998.

## الإيقاف
يتألف التعطيل من إيقاف وعزل أنظمة التشغيل وتنظيف النفايات الإشعاعية. تم وضع المفاعل في التخزين المؤقت الآمن (ISS) في عام 2012.